# William J. Miller

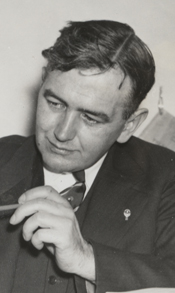
William J. Miller

William Jennings Miller (* 12. März 1899 in North Andover, Essex County, Massachusetts; † 22. November 1950 in Wethersfield, Connecticut) war ein US-amerikanischer Politiker. Zwischen 1939 und 1949 vertrat er mehrfach den ersten Wahlbezirk des Bundesstaates Connecticut im US-Repräsentantenhaus.

## Werdegang
William Miller besuchte die öffentlichen Schulen seiner Heimat und danach bis 1917 das Cannon’s Commercial College in Lawrence. Während des Ersten Weltkrieges gehörte er zum Fliegerkorps der US-Armee, dabei stieg er bis zum Leutnant auf. Bei einem Flugzeugabsturz in Frankreich im Jahr 1918 verlor er beide Beine. Wegen dieser Behinderung war er in den 1920er Jahren oft in medizinischer Behandlung in Veteranenkrankenhäusern. Seit 1926 lebte er in Wethersfield (Connecticut). Seit 1931 war er in der Versicherungsbranche tätig.
Politisch schloss sich Miller der Republikanischen Partei an. 1938 wurde er im ersten Distrikt von Connecticut in das US-Repräsentantenhaus in Washington, D.C. gewählt. Dort trat er am 3. Januar 1939 die Nachfolge des Demokraten Herman P. Kopplemann an, den er bei der Wahl geschlagen hatte. Bis zum 3. Januar 1941 konnte er zunächst nur eine Legislaturperiode im Kongress absolvieren, weil er die Wahlen des Jahres 1940 gegen Kopplemann verloren hatte. Im Jahr 1942 kam es bei den Kongresswahlen erneut zum Duell zwischen Kopplemann und Miller, das diesmal Miller gewann. Damit konnte er zwischen dem 3. Januar 1943 und dem 3. Januar 1945 weitere zwei Jahre seinen Wahlbezirk im Kongress vertreten. Im Jahr 1944 verlor er ein weiteres Mal gegen Kopplemann, den er aber zwei Jahre später wieder schlagen konnte. Damit verbrachte er zwischen dem 3. Januar 1947 und dem 3. Januar 1949 eine weitere Legislaturperiode im Kongress. Zwischen 1933 und 1949 wechselten sich Kopplemann und Miller im Kongress insgesamt dreimal gegenseitig ab. Bei den Wahlen des Jahres 1948 unterlag Miller dem Demokraten Abraham A. Ribicoff.
Nach dem Ende seiner letzten Amtszeit am 3. Januar 1949 arbeitete William Miller wieder in der Versicherungsbranche. Er starb am 22. November 1950 in Wethersfield und wurde in Waterford beigesetzt.